# Ken Laufman
Kenneth Laufman (* 30. Januar 1932 in Hamilton, Ontario) ist ein ehemaliger kanadischer Eishockeyspieler.  

## Karriere
Ken Laufman begann seine Karriere als Eishockeyspieler bei den Guelph Biltmore Mad Hatters, mit denen er 1952 den Memorial Cup gewann. Er selbst erhielt als Topscorer der Juniorenliga der OHA die Eddie Powers Memorial Trophy. Anschließend spielte er im Seniorenbereich zunächst ein Jahr lang für die Halifax Atlantics in der Maritime Major Hockey League sowie von 1953 bis 1960 für die Kitchener-Waterloo Dutchmen aus der Senior Ontario Hockey Association. Mit den Dutchmen repräsentierte er Kanada bei den Olympischen Winterspielen 1956 und 1960. Zu den Playoffs der Saison 1959/60 wechselte der Center zu den Hull-Ottawa Canadiens aus der Eastern Professional Hockey League, für die er drei Spiele bestritt. Anschließend verbrachte er zwei Jahre bei den Johnstown Jets aus der Eastern Hockey League. Zur Saison 1962/63 schloss er sich den Portland Buckaroos aus der Western Hockey League an, bei denen er auch die folgende Spielzeit begann, eher im Laufe der Saison zu den Indianapolis Capitals/Cincinnati Wings aus der Central Professional Hockey League wechselte, bei denen er im Anschluss an die Spielzeit seine Karriere im Alter von 32 Jahren beendete.  

### International
Für Kanada nahm Laufman an den Olympischen Winterspielen 1956 in Cortina d’Ampezzo sowie 1960 in Squaw Valley teil. Bei den Winterspielen 1956 gewann er mit seiner Mannschaft die Bronze-, bei den Winterspielen 1960 die Silbermedaille. 

## Erfolge und Auszeichnungen
- 1952 Memorial-Cup-Gewinn mit den Guelph Biltmore Mad Hatters
- 1952 Eddie Powers Memorial Trophy

### International
- 1956 Bronzemedaille bei den Olympischen Winterspielen
- 1960 Silbermedaille bei den Olympischen Winterspielen